# Sorano (mitología)
Sorano (Soranus) fue una antigua deidad solar venerada en el monte Soracte al norte de Roma, cuyos sacerdotes se hacían llamar "Hirpi Sorani" (lobos de Sorano) y celebraban un rito en el cual caminaban descalzos sobre carbones ardientes, Virgilio en la Eneida XI,785 identificó a Sorano con Apolo, y así pasó a ser conocido como "Apolo Sorano".